# Иснерк
Иснерк — река в России, протекает по Курчалоевскому району Чеченской Республики. Длина реки составляет 13 км. Площадь водосборного бассейна — 14,1 км².
Высота истока — 686 м над уровнем моря. Высота устья — 146 м над уровнем моря. Уклон реки — 41,5 м/км.
Начинается из родника на северной окраине села Хиди-Хутор. Течёт в северном направлении через дубово-ясеневый лес. В низовьях протекает по селу Майртуп. Устье реки находится в 36 км по левому берегу реки Белка.

## Данные водного реестра
По данным государственного водного реестра России относится к Западно-Каспийскому бассейновому округу, водохозяйственный участок реки — Сунжа от впадения реки Аргун и до устья. Речной бассейн реки — Реки бассейна Каспийского моря междуречья Терека и Волги.
Код объекта в государственном водном реестре — 07020001312108200006241.